# Rhacochelifer corcyrensis bicolor
Rhacochelifer corcyrensis bicolor es una subespecie de arácnido del orden Pseudoscorpionida de la familia Cheliferidae.

## Distribución geográfica
Se encuentra en Jordania y en Israel.